# Emir
Emir (af arabisk amīr امير og tyrkisk emir) betyder befaling, befalingshavende, guvernør eller fyrste.
I tidlig islamisk tid befalede en emir over en afdeling muslimske soldater, og efter en erobring indtog han så den tidligere guvernørs plads. Med tiltagende magt blev emirerne mere og mere suveræne, men ønskede for det meste blot kaliffens anerkendelse.
De vigtigste ændringer af emirtitlen er:
- amīr al-mu’minīn – de troendes befalingshaver var efter Omar de islamiske kaliffers ærestitel
- amīr al-umarā’ – befalingshavernes befalingshaver var det øverstbefalendes titel under Abbasiderne. I det osmanniske rige fik det betydningen guvernør for en storprovins.

Ordet admiral i europæiske sprog stammer via levantisk græsk fra det arabiske amīr al-bahr (امير البحر), dvs. befalingshaver til søs.
Suveræne emirater findes stadig i Mellemøsten efter den engelske tilbagetrækning i 1971: 
- Emiratet Kuwait, emiratet Qatar og forbundsstaten, de Forenede Arabiske Emirater.
- Briterne skabte et tilsvarende rige i 1959 i form af "Føderationen af arabiske emirater" i det sydlige Yemen, men det brød sammen efter en revolution i 1967.
- I 1971 blev emiratet Bahrain selvstændigt, men det blev proklameret kongerige af fyrsten i 2002.

Ud fra ordet emir har man på farsi og kurdisk dannet titlen mir, som stadigvæk betyder leder af en gruppe (stamme). Det samme begreb bruges ligeledes af nogle indiske stammer.